# Badis pallidus
Badis pallidus ist ein Blaubarsch der Gattung Badis. Er wurde erst 2019 beschrieben und lebt in Bergbächen im Einzugsgebiet des Karnaphuli in der Division Chittagong, im Südosten von Bangladesch.

## Beschreibung
Der Körper von Badis pallidus ist langgestreckt mit einer Standardlänge von 25 bis 39 Millimeter und seitlich stark abgeflacht. Der Kopf nimmt etwa drei Zehntel der Standardlänge ein. In Zeichnung und Körperbau gibt es eine große Variabilität. Die Augen beider Geschlechter stehen weit vorne und befinden sich etwa in einer Linie mit der Längsachse des Körpers oder etwas tiefer. Der Unterkiefer steht nur geringfügig vor. Über die Lebendfärbung ist nichts bekannt. Die Typen weisen eine blassbeige Grundfarbe mit einem auffälligen dunkelbraunen Schulterfleck und zehn schwarzen oder dunkelbraunen Querstreifen auf den Seiten bis zum Schwanzflossenstiel auf.
In der mittlerem Längsreihe befinden sich 26 bis 28 Schuppen, in der Seitenlinie 17 bis 23 und rund um den Schwanzflossenstiel 15 bis 17 Schuppen. Rücken- und Afterflosse sind lang ausgezogen mit abgerundeten Spitzen. Sie reichen in der Länge bis etwa einem Viertel oder einem Drittel der Schwanzflosse, dabei sind die Flossen größerer Exemplare relativ länger. Die Schwanzflosse ist abgerundet. Die Brustflossen sind abgerundet, sie reichen über etwa zwei Drittel der Strecke von ihrem Ansatz bis zur Afterflosse. Die Bauchflossen sind verlängert aber nicht spitz zulaufend. Ihre Enden reichen nur bei großen Männchen bis zum After, bleiben aber meist kürzer.
Flossenformel
Dorsale XVI–XVII/8½–9, Anale 6½–8½, Pectorale 11–13.
Badis pallidus ist morphologisch kaum von Badis chittagongis zu unterscheiden. Die Individuen haben eine insgesamt hellere Körperfärbung mit nur 15 bis 17 statt 16 bis 20 Schuppen um den Schwanzflossenstiel und weiteren nur geringfügigen Abweichungen in Zeichnung und Schuppenformel. Badis pallidus ähnelt auch dem Blaubarsch (Badis badis), Badis ferrarisi, Badis kanabos, Badis khwae, Badis ruber, Badis siamensis, Badis soraya und Badis tuivaiei, mit denen sie ihren dunklen Schulterfleck gemeinsam hat. Von Badis khwae, Badis ruber und Badis siamensis unterscheidet sich die Art durch den fehlenden dunklen Fleck im oberen Bereich des Schwanzflossenstiels. Im Vergleich zu Badis ferrarisi fehlen die kurzen schwarzen Querstreifen auf den Flanken und der dunkle Fleck auf den Kiemendeckeln. Im Vergleich zum Blaubarsch hat Badis pallidus einen flacheren Körperbau, einen relativ zur Standardlänge größeren Augenabstand, mehr Schuppen in der mittleren Längsreihe und 13 statt 12 Brustflossenstrahlen. Gegenüber Badis kanabos hat sie einen relativ zur Standardlänge geringeren Augenabstand, eine größere Zahl von Schuppen in der mittleren Längsreihe und 13 statt 12 Brustflossenstrahlen. Von Badis ferrisi unterscheidet sich Badis pallidus durch das Fehlen der distalen extrascapularen Knochen.

## Verbreitung

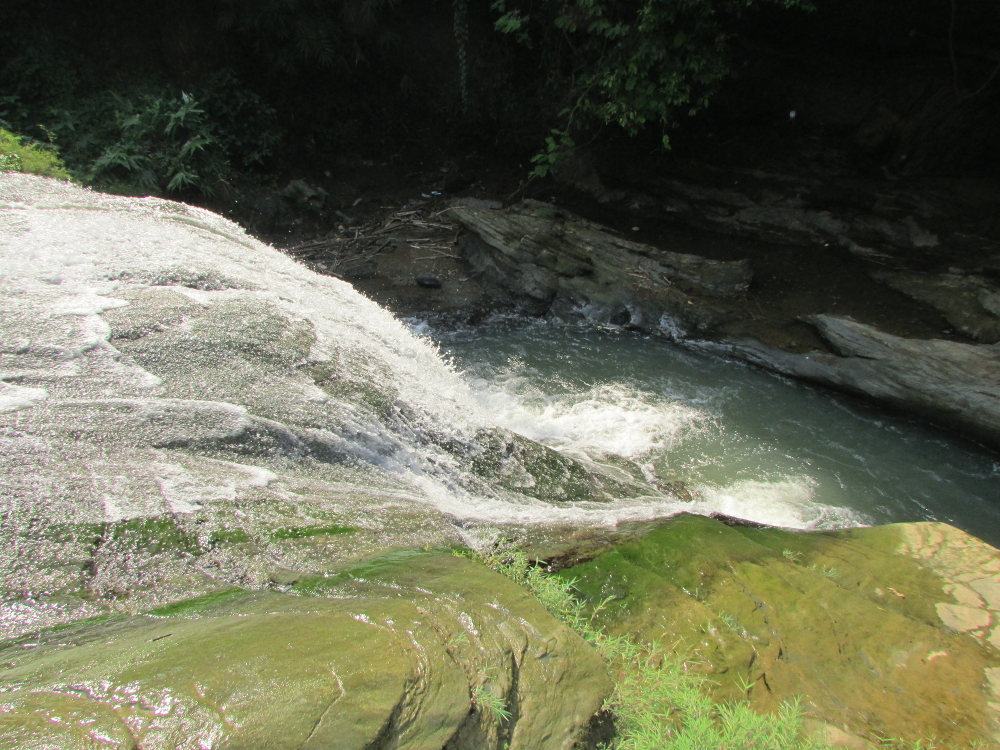
Typenfundort: Shailopropat, Distrikt Bandarbang

Badis pallidus ist bisher nur in Bergbächen der nördlichen Chittagong Hill Tracts nachgewiesen worden, die zum Einzugsgebiet des Karnaphuli gehören. In diesem Bereich gibt es für die Art zahlreiche Fundorte. Der Typenfundort liegt unterhalb der Stromschnellen am Wasserfall Shailopropat (22° 9′ 6″ N, 92° 12′ 59″ O) in der Upazila Thanchi, Distrikt Bandarban. Dort läuft das Wasser über eine breite Kalksteinklippe mit einer Fallhöhe von maximal zehn Metern, gefolgt von Stromschnellen in einem Bett mit Kies und zahlreichen Felsen. Der Fluss gehört zum Einzugsgebiet des Sangu, der ein Nebenfluss des Karnaphuli ist. Nähere Beschreibungen der übrigen Fundorte liegen nicht vor.

## Systematik und Taxonomie
Badis pallidus ist eine von etwa 25 Arten der Gattung Badis Bleeker, 1854, die fast alle erst im 21. Jahrhundert beschrieben wurden. Die Erstbeschreibungen von zehn dieser Arten, darunter der nahe verwandte Badis chittagongis, wurden 2002 von Sven O. Kullander und seinem Kollegen Ralf Britz im Rahmen einer Revision der Gattung Badis veröffentlicht. Aufgrund molekulargenetischer Untersuchungen wurde Badis chittagongis als paraphyletisch erkannt und die morphologisch kaum zu unterscheidende Art Badis pallidus beschrieben. Sie gehört aufgrund zusammen mit dem Blaubarsch, Badis chittagongis, Badis ferrarisi und Badis kanabos in die Badis badis-Gruppe.
Der Holotyp ist ein im Mai 2015 gefangenes adultes männliches Exemplar. Er befindet sich mit zahlreichen Paratypen vom Typenfundort und von anderen Fundorten in der Division Chittagong in der Sammlung der University of Dhaka. Weitere Paratypen werden im Naturhistoriska riksmuseet in Stockholm aufbewahrt. Der Artname pallidus entstammt der lateinischen Sprache und bedeutet blass, er bezieht sich auf die blassgraue Körperfarbe männlicher Exemplare.